# 藤原範継
藤原 範継（ふじわら の のりつぐ）は、鎌倉時代前期の貴族。藤原南家高倉流、参議・藤原範茂の子。官位は従四位下・左馬頭。

## 略歴
建保4年（1216年）六位に叙される。
承久3年（1221年）に承久の乱に関与した父・範茂が処刑されたが、範継は北条泰時の意向により助命された。その後、侍従を経て、安貞元年（1227年）に舞人として参仕している。寛喜3年（1231年）正五位下に叙され、この頃に左馬頭に任ぜられた。範継は公卿に昇進できなかったが、子孫は高倉家（藪家）の嫡流となり、堂上家を多く輩出している。
なお、範継の位階を『公卿補任』は正五位下とし、『尊卑分脈』は従四位下とする。

## 官歴
- 建保4年（1216年）正月5日：六位[3]
- 時期不明：侍従
- 寛喜3年（1231年）正月7日：正五位下[3]
- 時期不詳：従四位下。左馬頭[1]

## 系譜
- 父：藤原範茂
- 母：中納言局（平知盛の娘）
- 妻：平信繁の娘
  - 男子：藤原範藤
- 生母不詳の子女
  - 男子：藤原範名
  - 男子：教範